# Fata Morgana (mitologia)
La Fata Morgana (in inglese Morgan le Fay, in francese Fée Morgane, in gallese Morgên y Dylwythen Deg, e in cornico Morgen an Spyryscon) è una figura mitologica legata alle leggende arturiane.
Nelle narrazioni è una dei principali antagonisti di re Artù, Ginevra e soprattutto del mago Merlino. L'epiteto femminino "fata" (tradotto dall'originale inglese "le fay", a sua volta adattato dal francese "la fée") ne indica la caratteristica di essere sovrannaturale.

## Il mito
In tutte le versioni del mito, Morgana è una potente maga (da qui il soprannome "fata", che la mette in relazione con il popolo semidivino degli Sidhe della mitologia celtica). Probabilmente il personaggio è stato ispirato dalla dea celtica Modron oppure da Mórrígan, dalla quale potrebbe aver pure tratto il suo nome. È in testi più tardi, come il ciclo del Lancillotto in prosa del XIII sec., che il personaggio sviluppò un carattere più complesso e ambivalente, trasformandosi in un pericoloso antagonista di Re Artù.
Geoffrey di Monmouth, nel suo Vita Merlini del XII sec., e Giraldo del Galles (1146-1223) collegano Morgana con la mitica Isola delle Mele (Avalon), ove riposava re Artù, dopo essere stato ferito a morte nella battaglia di Camlann. Morgana, secondo Monmouth, era una di nove sorelle (Moronoe, Mazoe, Gliten, Glitonea, Gliton, Tyronoe, Thiten, Thiton e lei stessa, tutte potenti maghe e guaritrici), che regnavano su quell'isola e ne facevano parte.
Nella tradizione del ciclo arturiano, Morgana è la maggiore di tre sorelle (le altre due sono Elaine e Morgause), figlie del duca Gorlois di Cornovaglia e di sua moglie Igraine. Igraine ebbe però anche un figlio illegittimo dal re britanno Uther Pendragon, il quale venne affidato al mago Merlino e sarebbe poi diventato re Artù. Anche Morgana imparò le arti magiche da Merlino, ma fu sempre invidiosa della gloria del fratellastro Artù e di sua moglie Ginevra e si adoperò per distruggerli. A Morgana viene comunemente ascritto un ruolo di primo piano nel complotto capeggiato da Sir Mordred, cavaliere della Tavola Rotonda, che tentò di sottrarre a re Artù la corona di Britannia e la regina, provocando la fine del suo regno.
In La morte di Artù, poema epico-cavalleresco di Thomas Malory del XV sec., Morgana, figlia di Gorlois e Igraine, da bambina viene affidata a un convento di suore per essere educata, ma mostra fin dall'inizio di avere dei poteri sovrannaturali (viene detto, per esempio, che fosse capace di tramutare sé stessa e altri in animali o oggetti inanimati). Il mago Merlino, prevedendo la sua pericolosità, convince Uther, re di Britannia, che aveva preso in moglie la madre di Morgana dopo aver ucciso in battaglia il suo primo marito Gorlois, di allontanare Morgana dalla corte, dandola in moglie a uno dei suoi vassalli. Morgana vive un infelice matrimonio con il re Urien di Gore, al quale partorisce il figlio Ywain, avendo al contempo diversi amanti. Gelosa del successo di re Artù, suo fratellastro, Morgana decide di eliminarlo.
Lo attira su una nave fatata e gli ruba la sua spada magica, Excalibur, sostituendola con una copia; poi, con un pretesto, lo fa combattere in un duello mortale con un cavaliere di nome Accolon (amante della stessa Morgana, cui lei ha consegnato Excalibur), facendo in modo che i due contendenti non si riconoscano fra di loro. Il piano però fallisce, allorché la magica Excalibur torna nelle mani di Artù, che uccide Accolon e, una volta riconosciutolo, capisce l'inganno. Morgana frattanto tenta di assassinare di persona il proprio marito, re Urien, ma viene fermata dal figlio. Successivamente la donna usa le sue arti per far prigioniero ser Lancillotto, cavaliere della Tavola Rotonda, e farne il proprio campione e amante, ma quello la rifiuta, essendo innamorato della regina Ginevra, moglie di Artù. Morgana tenterà poi a più riprese di screditare la regina e distruggere il re, unendosi al complotto che lacererà la Tavola Rotonda e rovinerà il regno di Britannia. Alla fine però anche in La morte di Artù Morgana svolge un ruolo positivo: è lei infatti che, riconciliatasi con il fratellastro, lo raccoglie morente dopo la sua ultima battaglia e lo porta ad Avalon per curare le sue ferite, fino al giorno del suo glorioso ritorno.
Secondo alcune delle più recenti e conosciute versioni del mito (ad esempio il romanzo Le nebbie di Avalon di Marion Zimmer Bradley e il film Excalibur di John Boorman), Morgana è la madre di ser Mordred, avuto da un rapporto con l'ignaro fratellastro Artù. Nelle versioni anteriori, comunque, la madre di Mordred si chiamava Morgause (o Anna) ed era sorella di Morgana. La somiglianza fra i loro nomi ha però provocato spesso confusione, ed è anche stato suggerito che "Morgause" potrebbe essere una forma corrotta di "Morgan", e che quindi i due personaggi originariamente fossero uno solo.

### Altre versioni del mito
La leggenda della Fata Morgana è ampiamente diffusa anche in tutta l'area dello Stretto di Messina: durante le invasioni barbariche altomedioevali, in agosto, un re barbaro giunto a Reggio Calabria vide all'orizzonte la Sicilia e si domandò come raggiungerla, quando una donna molto bella (appunto la Fata Morgana) fece apparire l'isola a due passi dal re conquistatore. Costui allora si gettò in acqua, convinto di potervi arrivare con un paio di bracciate, ma l'incanto si ruppe e lui morì affogato.
Un'altra versione narra che nel 1060 Fata Morgana si propose di aiutare il condottiero normanno Ruggero d'Altavilla per liberare la Sicilia dalla dominazione Musulmana: Ruggero la vide salire su un carro bianco e azzurro misteriosamente apparso, tirato da sette cavalli bianchi con le criniere azzurre.
Il mito ha inoltre ispirato il noto testo de L'olandese volante, che secondo la leggenda evoca la storia di una nave fantasma che non può mai ritornare a casa e per questo è destinata a solcare i mari per sempre. L'Olandese volante è di solito descritto attorniato da una luce spettrale, quella del noto miraggio della Fata Morgana.

## Influenza culturale
- Wolfram von Eschenbach nel suo Parzival chiama il famoso vulcano siciliano Etna "la montagna di fata Morgana".
- L'omonimo effetto ottico illusorio, visibile nello Stretto di Messina, prende il nome dalla caratteristica immaginaria del personaggio di apparire sollevata dal suolo.
- All'interno dell'album Terremoto dei Litfiba, uscito nel 1993, è presente un brano intitolato Fata Morgana, che fa appunto riferimento a tale mitologia.
- Morgana appare anche in racconti fantastici posteriori e non correlati al ciclo di re Artù, spesso come personificazione del fenomeno ottico del miraggio. Per esempio, la "Fata Morgana" appare nella fiaba I cigni selvatici di Hans Christian Andersen.
- Il mito della rivalità fra Morgana e Merlino è ripreso anche in alcune opere cinematografiche, in particolare nel film Excalibur di John Boorman (1981).
- Nel romanzo Le nebbie di Avalon di Marion Zimmer Bradley, Morgana viene descritta come nipote di Merlino da parte di madre.
- Nel poema occitano Jaufré Rudel compare una fata, probabilmente da identificare con Morgana, che nella speranza di ottenere l'aiuto del cavaliere, lo trascina nel proprio mondo attraverso una fonte.
- Nel film Disney La spada nella roccia è sostituita da Maga Magò in qualità di rivale di Merlino.
- Nella serie televisiva Merlin Morgana è la sorellastra di Artù, adottata da Uther dopo la morte dei genitori di lei, grandi amici del re, Lord Gorlois e di Vivienne. In questa serie è interpretata dall'attrice irlandese Katie McGrath.
- Nel videogioco League of Legends, Morgana è uno dei campioni disponibili.
- Nella quarta serie di Winx Club, la Fata Morgana compare in qualità di regina delle fate terrestri e ha una figlia chiamata Roxy avuta da un uomo comune.
- La Fata Morgana è anche presente nelle figurine Streghe e Maghi Famosi delle Cioccorane col numero 17 nei primi tre videogiochi della saga di Harry Potter e nel primo romanzo della serie, Harry Potter e la pietra filosofale.
- Morgana è uno dei personaggi della visual-novel The House in Fata Morgana.
- Nella serie anime della Tatsunoko La spada di King Arthur una versione di Morgana, rinominata Medessa, appare come uno degli antagonisti principali.
- Nel videogioco Fate/Grand Order, Morgana è disponibile come uno dei personaggi giocabili.
- Nel videogioco Cassette beasts, Morgana è di ispirazione diretta per il personaggio dell'arcangelo Morgante.